# 舌先3分サイズ
「舌先3分サイズ」（したさきさんぷんサイズ）は、日本のロックバンド、cali≠gariのメジャー2枚目のシングル。2002年10月30日発売。

## 概説
付録にコンドーム付き。オリジナルバージョンが『グッド、バイ。』、アルバムバージョンが『8』、『カリ≠ガリの世界』に収録。

## 曲目
1. 舌先3分サイズ
（作詞・作曲:石井秀仁）
2. 君と僕〈特別教材/1週間でマスター!ボーカリスト養成講座〉
（作詞・作曲:桜井青）
3. 舌先3分サイズ(課題曲)
カラオケバージョン
4. 君と僕(自由曲)
カラオケバージョン
5. クピポ（シークレット・トラック）
（作曲:武井誠）